# Quartier Saint-Michel (Lille)
Pour les articles homonymes, voir Quartier Saint-Michel.
Le quartier Saint-Michel est un quartier de Lille, compris entre Moulins-Lille, Wazemmes et Saint-Sauveur. Son nom est lié à l’église Saint-Michel construite de 1869 à 1874 en son centre.

## Situation géographique
Les limites du quartier compris entre la ville ancienne avant l’agrandissement de 1858 (actuellement l’hypercentre et Saint-Sauveur) au nord-est, Wazemmes  à l’est,  Moulins-Lille  au sud, soit plus précisément entre  le boulevard du Maréchal Vaillant à l’est, la gare Saint-Sauveur, le boulevard Victor-Hugo et la rue de Wazemmes au sud, la rue des Postes et la rue Inkerman à l’ouest, le boulevard de la Liberté et le boulevard Louis XIV à l’ouest.
N’étant pas une division officielle, ses limites sont difficiles à définir avec  précision. 
On peut cependant limiter le quartier à l’est au boulevard Jean-Baptiste Lebas en considérant  le territoire  au-delà de ce boulevard comme une extension de Saint-Sauveur. 
Le quartier ainsi défini s’étend pour sa plus grande partie sur le quartier de Lille-Centre, une petite fraction entre les  rues de Wazemmes, des Postes, Brûle-Maison et d’Artois  sur celui de Wazemmes.

## Histoire
Le quartier est établi à l’emplacement de la partie du rempart entre l’ancienne porte de Béthune (emplacement de l’actuelle place Richebé) et la Noble Tour démoli au début  des années 1860 à la suite de l’agrandissement de Lille décidé en 1858, de la zone inconstructible qui s’étendait en avant de cette fortification et également sur un espace non construit au-delà, entre les parties urbanisées à cette date des communes annexées de Lille-Moulins et de Wazemmes.
Un réseau de voies est tracé sur ce territoire. Parmi ces voies  ouvertes au milieu des années 1860, les principales sont la rue Solférino, le boulevard de la Liberté, ceux-ci se prolongeant au nord-ouest dans le quartier Vauban-Esquermes à l’emplacement de l’ancienne zone d’inondation, les  rues d’Artois, Brûle-Maison, Barthélémy-Delespaul, Jeanne d’Arc, les places Sébastopol, Philippe Lebon et Jeanne d’Arc, les boulevards Victor Hugo (anciennement boulevard Wallon), Jean-Baptiste Lebas (anciennement boulevard d’Italie puis des Écoles).
Une quinzaine d’années après l’ouverture de ces rues,  le nouveau quartier est encore peu construit. 

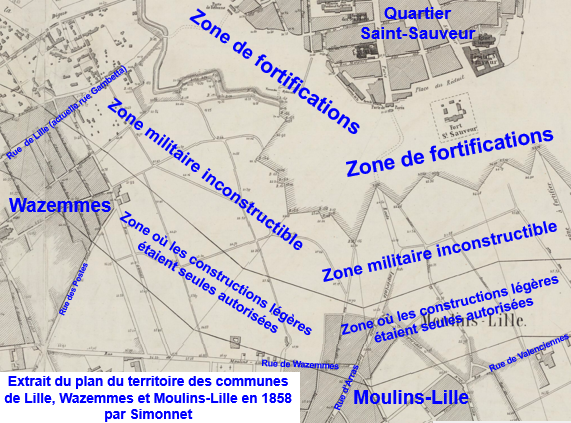
Territoire du futur quartier Saint-Michel sur plan de 1858
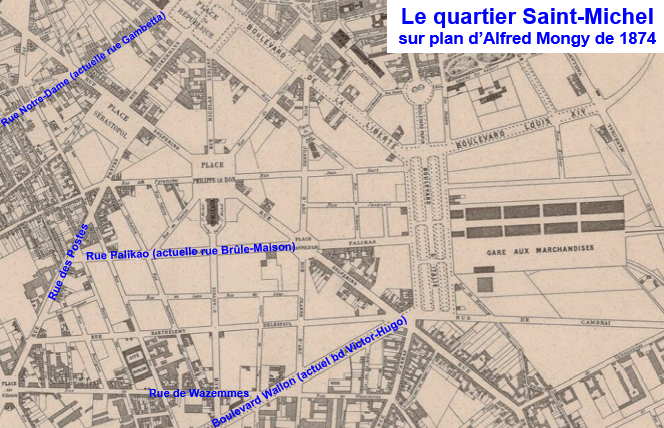
Quartier Saint-Michel sur plan d'Alfred Mongy de 1874

Les terrains disponibles permettent l’implantation d’une Université d’État à Lille peu après celle de l’Université catholique installée dans le quartier Vauban. Par une convention signée avec l’État le 12 mars 1887, la ville de Lille met à la disposition des facultés les terrains des parcelles qui n’avaient pas encore trouvé d’acquéreurs. Les bâtiments de la Faculté de médecine et de pharmacie sont construits de 1876 à 1892 à l’angle de la rue Jean Bart et  de la rue Jeanne d’Arc, ceux de l’Institut de Physique de la Faculté des sciences rue Gauthier-de-Châtillon et rue Jeanne-d'Arc en 1894,  l'Institut de chimie de Lille rue Jeanne-d'Arc et rue Barthélémy-Delespaul, l'Institut des sciences naturelles de Lille s'installe rue Malus. La Faculté de lettres et de droit transférée de Douai est construite de 1887 à 1895 par l'architecte de la Ville Alfred Mongy.
D’autres établissements d’enseignement s’ouvrent également, l’Institut industriel du Nord rue Jeanne d’Arc en 1875, l’école Primaire supérieure de jeunes filles Jean-Macé en 1890 boulevard des écoles (actuel boulevard Jean-Baptiste Lebas), l’Institut Pasteur boulevard Louis XIV en 1896, l'École primaire supérieure de garçons Franklin en 1899, l’École Nationale des Arts et Métiers également avec apport du terrain par la Ville de Lille par l'architecte Alfred Mongy boulevard Louis XIV en 1900. Ces établissements dispersés sont implantés le long de chaussées viabilisées qui n'avaient pas été planifiées à cet effet.
Sur les terrains encore disponibles, des maisons mitoyennes de deux à trois niveaux aux murs de briques enduits de stuc se construisent dans les années 1880 et 1890, quelques-unes de style éclectique lillois à la fin du siècle. Le quartier n'est entièrement construit  que vers 1900. 
Le quartier majoritairement résidentiel, situé entre les hôtels particuliers de la grande bourgeoisie du boulevard de la Liberté et les quartiers populaires de Moulins et de Wazemmes était habité en grande partie par une petite bourgeoisie d’employés, de fonctionnaires, d'enseignants et de membres de professions libérales.

## Le quartier Saint-Michel auXXIesiècle
Le quartier Saint-Michel reste un quartier résidentiel calme peu commerçant.
La plupart des établissements universitaires ont été transférés à Villeneuve d’Ascq, à Moulins-Lille et au CHU.  Il reste l’école supérieure de journalisme dans les locaux de l’ancien Institut de physique de la Faculté des sciences, Sciences po dans ceux de l’ancienne Faculté des lettres rue Angellier et l’école des Arts et Métiers.
Le quartier comprend assez peu de bâtiments récents, la majorité  datant du dernier quart du XIXème siècle. Les anciens bâtiments universitaires sont assez faiblement occupés. Ceux des Facultés de médecine et de sciences ont été transformés en logements. L'ancien Institut de chimie de la Faculté des sciences, rue Barthélémy-Delespaul, après avoir abrité l'IRA de Lille puis la Bourse du travail est le siège du Tribunal administratif de Lille.

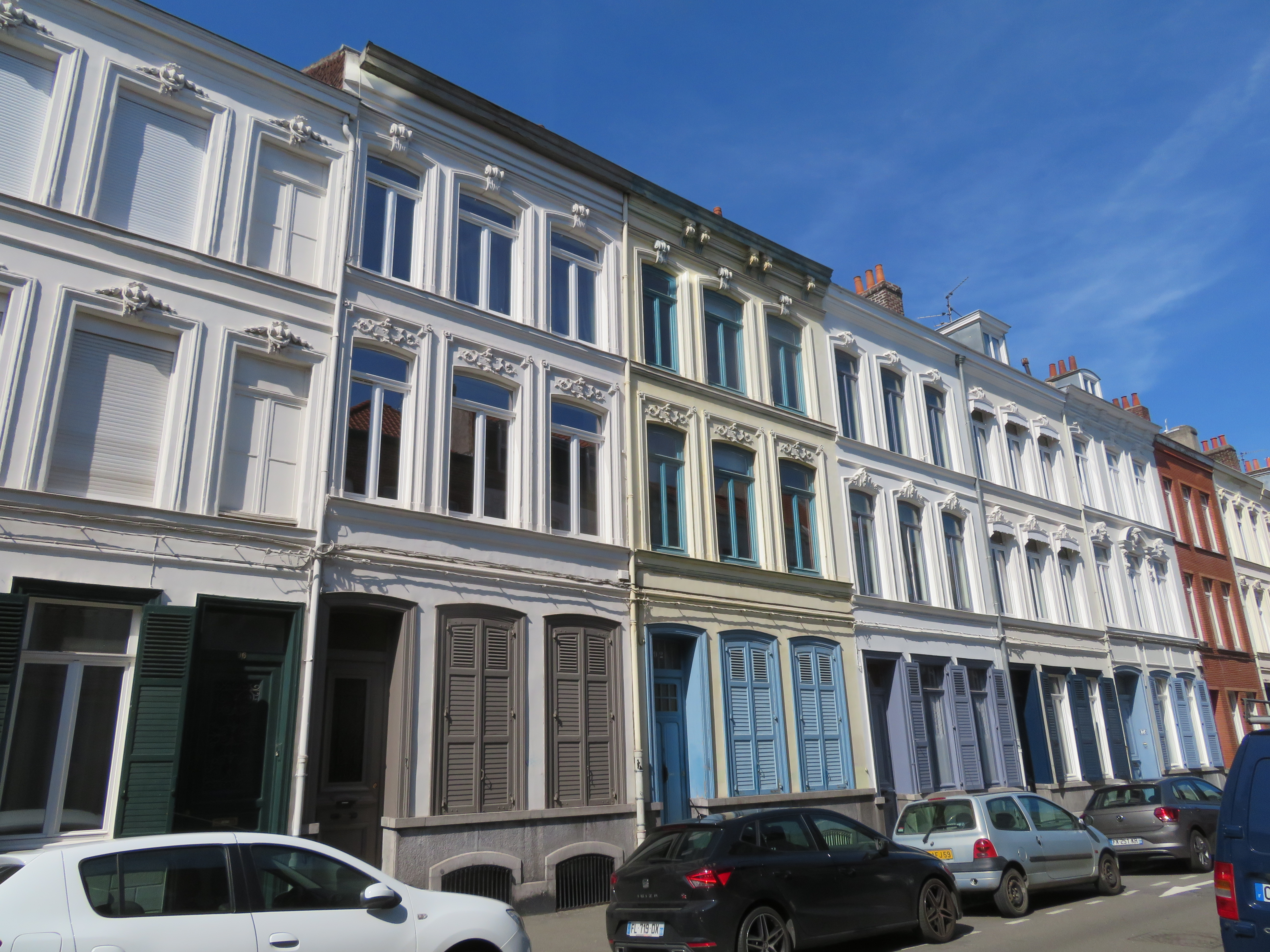
Maisons rue Caumartin
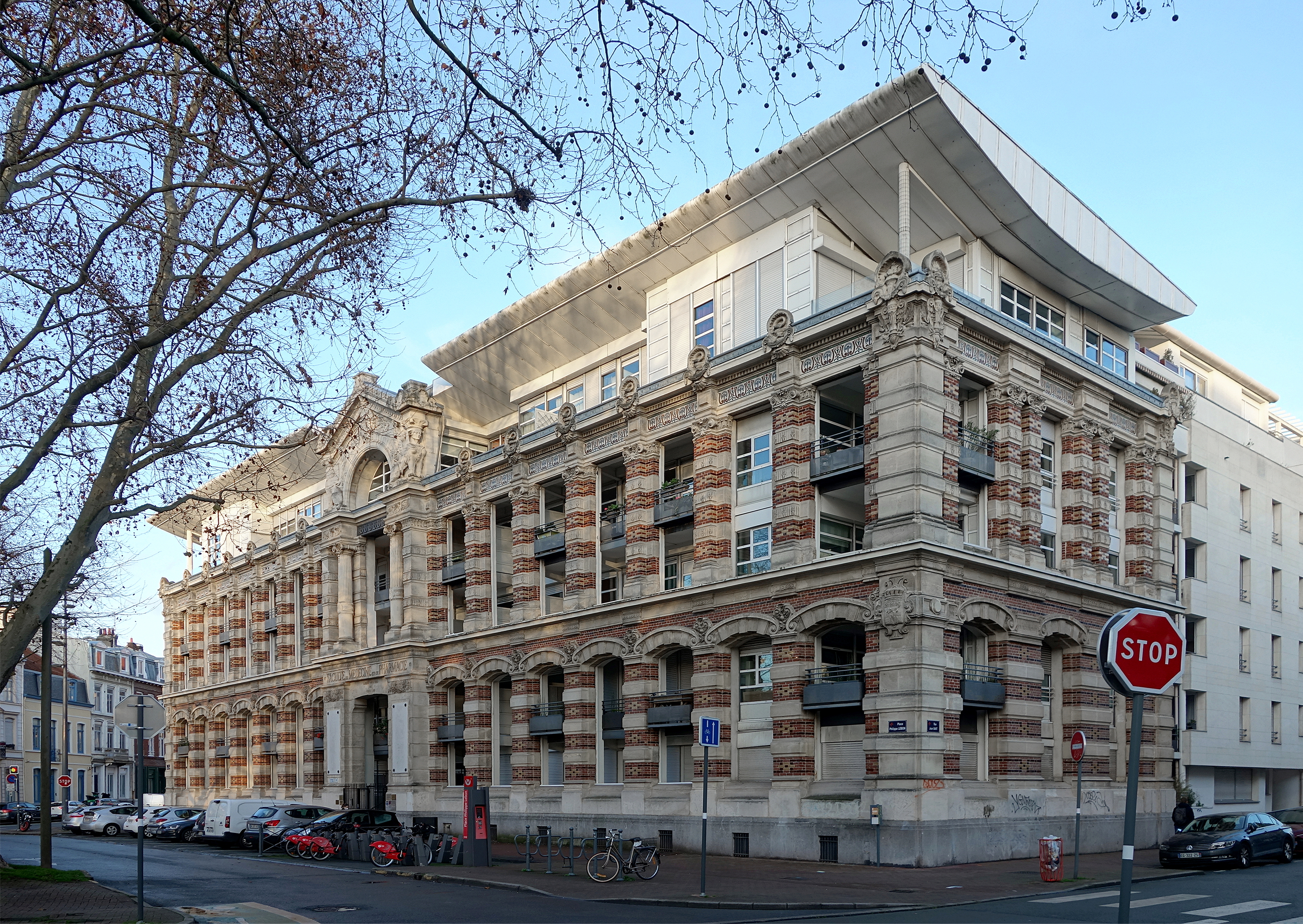
Logements dans l’ancienne faculté de médecine et de pharmacie